# Iberg (Eichholz)
Der Iberg mit Gipfellage nahe Hörle im hessischen Landkreis Waldeck-Frankenberg und nordöstlichen Bergteilen bei Welda im nordrhein-westfälischen Kreis Höxter ist eine 285,5 m ü. NHN hohe Erhebung der Ostwaldecker Randsenken.

## Namensherkunft
Der Name Iberg kann von dem althochdeutschen (ahd.) Wort iwa bzw. vom mittelhochdeutschen (mhd.) Wort iwe = Eiben ableiten. Der Boden auf der Erhebung eignet sich gut für deren Wachstum. Der Name Iberg wird in Welda als Bezeichnung der Schützenhalle sowie eines dortigen Neubaugebiets verwendet.

## Geographie

### Lage
Der Iberg erhebt sich auf der Grenze von Hessen und Nordrhein-Westfalen im Höhenzug Eichholz − im Südostteil des Naturraums Quast und Eichholz gelegen. Während sein Gipfel knapp 200 m südsüdwestlich der Landesgrenze im Norden des nordhessischen Landkreises Waldeck-Frankenberg 1,4 km östlich des Volkmarsener Ortsteils Hörle und 1,8 km (jeweils Luftlinie) südwestlich des Warburger Ortsteils Welda liegt, befinden sich die nordöstlichen Bergteile im Süden des westfälischen Landkreises Höxter. Auf der westfälischen Bergflanke liegen Teile vom Südausläufer des Naturparks Teutoburger Wald / Eggegebirge. Der Südausläufer des Ibergs heißt Kleiner Iberg (257,7 m), der südlich des „eigentlichen“ Ibergs liegt bzw. vom südsüdöstlichen Volkmarsen aus gesehen vorgelagert ist.
Nach Süden fällt die Landschaft des Ibergs zur Wande ab, die ostwärts fließt und in die östlich der Erhebung aus Richtung Volkmarsen im Süden kommende und nach Warburg (Norden) verlaufende Twiste mündet, sowie nach Westen und Norden zum Hörler Bach, der von Hörle etwa nach Osten nach Welda verläuft und in der Twiste zufließt.

### Naturräumliche Zuordnung
Der Iberg gehört in der naturräumlichen Haupteinheitengruppe Westhessisches Bergland (Nr. 34), in der Haupteinheit Ostwaldecker Randsenken (341) und in der Untereinheit Rhoder Senken (341.1) zum Naturraum Quast und Eichholz (341.13). Seine Landschaft fällt nach Süden und Westen in die Untereinheit Volkmarser Becken (341.2) und nach Osten und Nordosten in den Naturraum Volkmarser Graben (341.14) ab.

## Geologie und Klima
Östlich vorbei am Iberg verläuft der Volkmarser Lias-Graben, der geringes Eisenvorkommen aufweist. Der am Iberg liegende Teil der Ostwaldecker Randsenken, meist mesozoisch aufgebaut mit verschiedenen Gräben, Verwerfungen und Höhenzügen, wird als eggisch (dieser Begriff ist angelehnt an das etwas weiter nördlich liegende Eggegebirge) bezeichnet. Sein Senkenzug ist klimatisch trocken, mit Niederschlagswerten maximal etwa 600 bis 650 mm pro Jahr.

## Geschichte
Auf dem Iberg verlief seit dem Mittelalter bis 1803 die Dreiländergrenze (folgend genannt mit dortigen Ortschaften nahe dem Iberg) zwischen dem Hochstift Paderborn (Welda), dem Fürstentum Waldeck (Hörle) und dem Herzogtum Westfalen (Volkmarsen). Die territoriale Zugehörigkeit von Volkmarsen wechselte mehrmals; es war zeitweise kurhessisch. Seitdem das Fürstentum Waldeck in das deutsche Land Hessen aufgegangen ist, verläuft über den Iberg ein Teil der hessisch-westfälischen Landesgrenze.

## Schutzgebiete
Auf dem Südwesthang des Ibergs liegt auf hessischer Seite das Naturschutzgebiet (NSG) Iberg bei Hörle (CDDA-Nr. 163844; 1970 ausgewiesen; 29 ha groß). Auf seinem Nordosthang liegt auf westfälischer Seite das NSG Iberg bei Welda (HX-004; CDDA-Nr. 344691; 1944; 95,6 ha). Im Osten des zuletzt genannten NSG befindet sich das Fauna-Flora-Habitat-Gebiet Iberg bei Welda (FFH-Nr. 4520-302; 25 ha). Östlich daran schließt sich das Landschaftsschutzgebiet Südlicher Kreis Höxter (CDDA-Nr. 324936; 1982; 229,34 km²) an.

## Pflanzenwelt
Als schützenswerte Pflanzen am Iberg kommen insbesondere Leberblümchen, ähriges Christophskraut, grünliche Waldhyazinthen, weißes Waldvöglein sowie Salbei vor. Auf Teilen der größtenteils bewaldeten Erhebung finden sich Kalkmagerrasen. Rund um den Iberg und auf Teilen seiner Nordostflanke bis hinauf auf die Hochlagen liegen landwirtschaftlich genutzte Flächen.

## Geopark Grenzwelten
Auf dem Iberg erstreckt sich die Region Nordwaldeck des in Hessen und Nordrhein-Westfalen gelegenen und 3710 km² großen Geoparks Grenzwelten, in dem Besuchern die Erdgeschichte, Landschaftsentstehung, Geologie und Landnutzung veranschaulicht werden. Dies geschieht im Rahmen von Informationstafeln, Faltblättern und geführten Wanderungen.

## Verkehr und Wandern
Etwa drei km nordnordöstlich des Iberggipfels liegt am Weldaer Berg (230,6 m) die Anschlussstelle Warburg (Nr. 60) der Bundesautobahn 44. Dort geht die unter der Autobahn hindurch führende Bundesstraße 252 in die wenige Hundert Meter lange Landesstraße 837 über. Diese wiederum trifft auf die L 552, die von Volkmarsen flussabwärts entlang der Twiste und östlich vorbei am Iberg nach Warburg führt. Von dieser wiederum zweigt bei Welda die Kreisstraße 552 ab, die nördlich und östlich vorbei am Berg in Richtung Westsüdwesten entlang dem Hörler Bach leicht aufwärts nach Hörle (dort: Der Hüpper genannt) verläuft. Beispielsweise an diesen Straßen beginnend kann der Iberg auf zumeist Waldwegen und -pfaden erwandert werden.